# Triphora wagneri
Triphora wagneri är en orkidéart som beskrevs av Rudolf Schlechter. Triphora wagneri ingår i släktet Triphora och familjen orkidéer. Inga underarter finns listade i Catalogue of Life.